# Paraclius xanthocercus
Paraclius xanthocercus är en tvåvingeart som beskrevs av Yang och Patrick Grootaert 1999. Paraclius xanthocercus ingår i släktet Paraclius och familjen styltflugor.
Artens utbredningsområde är Yunnan (Kina). Inga underarter finns listade i Catalogue of Life.